# Mid Falconi
Mid é uma empresa brasileira de consultoria em gestão empresarial, fundada em 2020 pela Falconi. Especializa-se no atendimento a médias empresas, com faturamento anual entre R$ 4,8 milhões e R$ 300 milhões, oferecendo soluções voltadas à profissionalização da gestão, estruturação estratégica e execução orientada por dados.

## História
A Mid foi criada em 2020 como uma unidade especializada da Falconi, com o objetivo de atender empresas de médio porte que buscavam crescer com mais estrutura, sem perder agilidade e o perfil empreendedor.
A iniciativa foi inspirada pela visão de Vicente Falconi, que, durante o Encontro Falconi de 2019, manifestou o desejo de tornar a consultoria acessível a um número maior de empresas no Brasil, incluindo aquelas de menor porte. Segundo o próprio Falconi, a dificuldade em atender esse segmento vinha dos custos elevados das consultorias tradicionais.
Desde sua fundação, a Mid expandiu sua atuação para diversas regiões do Brasil, atendendo empresas dos setores de agronegócio, tecnologia, serviços financeiros, indústria e varejo.

## Produtos e serviços
A Mid oferece quatro soluções principais de consultoria, voltadas a diferentes estágios de maturidade empresarial:
- Mid Pro: para empresas iniciando sua estruturação de gestão.
- Mid Plus: para negócios em consolidação de processos e resultados.
- Mid Expert: voltada à governança e robustez de execução.
- Mid Prime: para empresas com estrutura madura, buscando expansão sustentável.

Essas soluções são compostas por diagnósticos estratégicos, definição de metas, planos de ação e uso de tecnologia para acompanhamento e desdobramento de indicadores.

## Tecnologia e metodologia
A atuação da Mid integra a metodologia própria da Falconi com tecnologia de gestão e inteligência artificial. Utiliza uma plataforma digital para desdobramento de metas, gestão de planos de ação e análise de desempenho por dashboards automatizados.